# 舒化
舒化（1527年—1589年），字汝德，號繼峰，江西承宣布政使司撫州府臨川縣（今江西省撫州市）人，明朝政治人物，嘉靖己未進士。萬曆間官至刑部尚書。卒諡莊僖。

## 生平
嘉靖三十一年（1552年）壬子科江西鄉試第二十六名舉人。三十三年歲中式嘉靖三十八年（1559年）中式己未科會試第六十八名，三甲第十四名進士，授职湖廣衡州府推官，改任鳳陽府推官，候补升户科给事中。隆庆元年（1567年），任刑科右給事中。隆庆三年，改任兵科右給事中、戶科左給事中、刑科都給事中。隆庆四年（1570年），请求释放被囚禁的大臣郑履淳、李芳，等到朝廷会审，又请求释放李巳，几人都得到宽恕。当时高拱执政，路楷、杨顺因處決沈鍊而判死罪。高拱想改变路楷处境，称杨顺是祸首，杨顺处死，路楷可以不死。舒化将狱案文件向高拱展示说：“白蓮教案中本無沈炼姓名，而由路楷加入。故路楷确是祸首。”高拱又提议宽恕方士王金等人罪过，舒化称：“这是先帝的遗诏，假如想免罪，应该怎么解释？”与高拱意見相抵，被贬出京城，任陕西参政，他因此上疏乞归。
万历元年（1573年）起湖廣參政，三年（1575年）升任山西按察使。万历五年，改任河南按察使。晋升为太仆少卿，又因病回乡。再由南京大理卿召至京师，任刑部左侍郎。任内，云南、缅甸反叛平定，皇帝亲临午门楼察看俘虏。舒化宣读奏词，声音洪亮，抑扬顿挫，万历帝非常赏识。遇上刑部尚书空缺，皇帝亲拟诏令录用舒化。舒化上奏称：“陛下的仁慈出自天性。知府钱若赓、知州方复乾因为酷刑而死于戍边。请求申命大小臣僚，让他们各自遵守律法条例，不要滥施酷刑。《大明律》一书，高皇帝在两厢房中阅览，亲手更改、审定。现在还没有经过详细审议的案子就命令从重治罪，已经审定了的案子又下诏指令加罪而后斩杀，这就是说律法不值得为根据。去年冬天不时下雨下雪，灾异频繁出现，过错就在此处。”皇帝下优诏答复他。遇上续修《会典》，于是他编辑了嘉靖三十四年以后事例与刑法名称相关的案子三百八十二条，上奏皇帝。皇帝下诏将它告示朝廷内外。
万历十四年（1586年），舒化應詔陳言。请求皇帝「清獄訟，速訊讞，嚴檢驗，禁冤濫」，而以恪守天条、安抚百姓、回归本源的圣心，得到皇帝嘉纳。神宗顧慮臣子欺罔，间或有人揭发，就派遣官吏去加以逮捕，搜取证据，文书累叠积压。舒化称：“主上治政法则贵在抓住纲要，不应当侵扰有司；徒然使人将过失归咎于皇上，而下属反而借机掩饰过失。”潞王府的小校因事被兵马司吏目鞭笞，皇帝恼怒，将吏目逮捕，投入诏狱，拷打致死，又将七名捕卒治罪。舒化为此争辩。皇帝下诏将为首的一人治罪，其余皆得宽宥。
次年京察，南京科道抨击舒化。于是他多次上疏请求回乡，神宗不允。遇上考察囚犯的事，他又开始办公。宦官中的贵人传达皇帝的旨意要宽恕三十多名死囚，舒化争辩主张不宽恕。诏令最后依从了他的建议。不久他称病重，于是回到家乡。萬曆十七年（1589年）卒，朝廷追赠太子少保，賜諡莊僖。

## 著作
著有《大明律附例》、《萬曆問刑條例》、《刑書會據》等。

## 家族
曾祖舒協誠；祖父舒宇廓；父舒璧，教諭。母汪氏。慈侍下。
有子舒體震。

## 延伸阅读
[在维基数据编辑]
 《國朝獻徵錄·卷之四十五》，出自焦竑《國朝獻徵錄》
 《明史卷二百二十》，出自《明史》